# Галкин, Юрий Фёдорович
Юрий Фёдорович Галкин (род. 27 октября 1937, пос. Харитоново, Котласского района Архангельской обл.) — русский советский писатель, литературный критик, историк и публицист.

## Биография
Родился в семье учителя начальной сельской школы. Отец, Фёдор Фёдорович Галкин, в первые месяцы Великой Отечественной войны был мобилизован и направлен в Архангельск. Вслед за ним в этот город приехали его жена и сын.
В Архангельске Юрий окончил среднюю школу № 19, затем — техникум связи.
Некоторое время работал в Вельском районе, отслужил трёхлетнюю срочную службу в армии. В армии начал публиковаться в армейской газете. После демобилизации выбирая между электротехническим и литературным институтами, отдал предпочтение литературе и поступил на заочное отделение Литературного института им А. М. Горького. Работал радиотехником, рабочим на заводе металлоизделий, был рабкором ведомственной газеты «Красное знамя», выезжал в архангельские колонии и лагеря.
В 1963 году был принят литсотрудником в газету «Северный комсомолец». Публиковал короткие рассказы на литературной странице газеты. Через полгода написал серию очерков из Нарьян-Мара.
В 1965 году [[Северо-Западное книжное издательство|Северо-Западным книжным издательством] была издана первая книга Галкина — сборник рассказов «Брусника», в основе сюжета каждого из которых реальные истории. В том же году в журнале «Север» Галкин публикует рассказ «Дорога из деревни», а годом позже в столичном журнале «Звезда» выступил с повестью о деревенской жизни «Пиво на дорогу», вызвавшей интерес критики. Окончил Литературный институт (1966).
Повесть «Пиво на дорогу» вместе с рассказами вошла в сборник «Кто там стучит?», выпущенный Северо-Западным книжным издательством в 1967 г. В этом же году Юрий Галкин вступил в Союз писателей СССР.
В 1970 г. повесть была переиздана в Москве и дала название следующей книге писателя, вышедшей в издательстве «Советская Россия». Через год в Архангельске издается его четвертая книга — повесть «Будний круг», посвященная современной жизни северной деревни. В 1970-е годы выходят ещё две повести «Красная лодка» и «Беглецы».
В 1977—1982 годах занимался творчеством Бориса Шергина, подготовил к печати его «Избранное», издал дневник «Поэтическая память», опубликовал книгу о жизни и творчестве писателя «Златая цепь» (1982). В 2004 году передал в Архангельский литературный музей 25 дневниковых тетрадей Б. Шергина.
Живёт и работает в Москве, но не прерывает связи с родным Севером.

## Оценки современников
Юрия Галкина не отнесешь к легковесным беллетристам. Он серьезен. Он полюбил литературу кровно и навсегда; талантливый художник чувствуется во всех его произведениях— А. Хайлов.
Фигурант письма Андрея Мальгина («Письмо другу-литературоведу», 1989):
Есть железное правило, не знающее исключений. Чем известнее ты, чем активнее участвуешь в литературном процессе, тем труднее тебе будет вступить в Союз писателей. <…> Любопытно ознакомиться со списком членов  <…> приемной комиссии. Состоит там, например, дрессировщица зверей Наталья Дурова. Квалифицированный судья, правда? А кто такие Владимир Богатырёв, Юрий Галкин, Виктор Ильин, Владимир Семёнов? Не знаешь? И я не знаю. И никто не знает.

## Награды и премии
В 1987 году Указом президиума Верховного Совета СССР за заслуги в области советской культуры награждён орденом «Знак Почёта».